# Ахмад-шах III Бахмані
Нізам уд-Дін Ахмад-шах III (урду نظام شاہ بہمنی; нар. 1453 — 30 липня 1463) — султан держави Бахмані у 1461—1463 роках.

## Життєпис
Старший син султана Хумаюн Салім-шаха і Наргіс-бегум. Народився 1453 року. 1461 року його батька було вбито. Трон перейшов до Ахмад-шаха III. З огляду на малий вік останнього фактична влада зосередилася в його матері, що отримала титул махдума-е-джахан (мати-правителька) та вакіля (першого міністра) Махмуда Гавана. 1462 року останній з успіхом відбив напади ворогів — Капілендрадеви (Капілашвари), магараджахіраджи Гаджапаті, в битві при Бідарі та Махмуд-шаха I, султана Мальви, в битві при Фірузабаді (за підтримки гуджаратського султана Махмуд-шаха I). Завдяки цьому вплив Гавана ще більше посилився.
У липні 1463 року султан раптово помер, внаслідок чого трон перейшов до його молодшого брата Мухаммад-шаха III.